# Selección femenina de sóftbol de Estados Unidos
La Selección femenina de sóftbol de Estados Unidos es la selección oficial que representa a Estados Unidos en eventos internacionales de sóftbol femenino.

## Campeonatos

### Campeonato Mundial
| 1965 | Melbourne     | 2do            | 11             | 3              |
| 1970 | Osaka         | 2do            | Sin datos      | Sin datos      |
| 1974 | Stratford     | 1ro            | Sin datos      | Sin datos      |
| 1978 | San Salvador  | 1ro            | Sin datos      | Sin datos      |
| 1982 | Taipéi        | Participó      | Participó      | Participó      |
| 1986 | Auckland      | 1ro            | 13             | 0              |
| 1990 | Normal        | 1ro            | 10             | 0              |
| 1994 | St. John's    | 1ro            | 10             | 0              |
| 1998 | Fujinomiya    | 1ro            | 11             | 1              |
| 2002 | Saskatoon     | 1ro            | 10             | 0              |
| 2006 | Beijing       | 1ro            | 10             | 1              |
| 2010 | Caracas       | 1ro            | 10             | 0              |
| 2012 | Whitehorse    | 2do            | 9              | 1              |
| 2014 | Haarlem       | 2do            | 9              | 2              |
| 2016 | Surrey        | 1ro            | 9              | 0              |
| 2018 | Chiba         | Por disputarse | Por disputarse | Por disputarse |
| 2020 | Por definirse |                |                |                |

### Campeonato Panamericano
| 1982 | Ciudad Obregon      | Participó      |
| 1986 | Lima                | 1º lugar       |
| 1994 | Ciudad de Guatemala | 1º lugar       |
| 1997 | Medellín            | Participó      |
| 2001 | Maracay             | 1º lugar       |
| 2005 | Ciudad de Guatemala | 1º lugar       |
| 2009 | Maracay             | 1º lugar       |
| 2013 | Guaynabo            | 1º lugar       |
| 2017 | Santo Domingo       | Por disputarse |
| 2021 | Por definirse       |                |

Datos:

## Campeonatos juveniles

### Campeonato Mundial Sub-19
| 1981 | Edmonton      | 2do lugar  |
| 1985 | Fargo         | 3er lugar  |
| 1987 | Oklahoma City | 1er lugar  |
| 1991 | Adelaide      | 2do lugar  |
| 1995 | Normal        | 1er lugar  |
| 1999 | Taipéi        | 2do lugar  |
| 2003 | Nanjing       | 2do lugar  |
| 2007 | Enschede      | 1er lugar  |
| 2011 | Cape Town     | 1er lugar  |
| 2013 | Brampton      | 2do lugar  |
| 2015 | Oklahoma City | 1er lugar  |
| 2017 | Clearwater    | En disputa |
| 2019 | Por definirse |            |

## Juegos multideportivos

### Juegos Olímpicos
El sóftbol comenzó a disputarse en la XXVI edición de los Juegos Olímpicos, realizados en el año 1996, solamente en la rama femenina, pues el COI considera al béisbol y al sóftbol como un mismo deporte. En las ediciones XXX (año 2012) y XXXI (año 2016), no se disputó. 
La selección femenina de Estados Unidos, también ha dominado el torneo de mayor envergadura en juegos multideportivos, obteniendo tres títulos y un subtítulo.
| 1996 | XXVI   | Atlanta             | 1er lugar      |
| 2000 | XXVII  | Sídney              | 1er lugar      |
| 2004 | XXVIII | Atenas              | 1er lugar      |
| 2008 | XXIX   | Pekín               | 2do lugar      |
| 2012 | XXX    | Londres             | No hubo torneo |
| 2016 | XXXI   | Río de Janeiro      | No hubo torneo |
| 2020 | XXIII  | Tokio               | 2do lugar      |
| 2024 | XXIV   | Paris o Los Ángeles | Por definirse  |

### Juegos Mundiales
El sóftbol se ha disputado en cuatro ediciones de los Juegos Mundiales.
| 1981 | I    | Santa Clara | 1er lugar       |
| 1985 | II   | Londres     | 1er lugar       |
| 1989 | III  | Karlsruhe   | No hubo torneo  |
| 1993 | IV   | La Haya     | No hubo torneo  |
| 1997 | V    | Lahti       | No hubo torneo  |
| 2001 | VI   | Akita       | No hubo torneo  |
| 2005 | VII  | Duisburgo   | No hubo torneo  |
| 2009 | VIII | Kaohsiung   | Sin información |
| 2013 | XIX  | Cali        | Sin información |

### Juegos Panamericanos
El sóftbol comenzó a disputarse en la VIII edición de los Juegos Panamericanos, realizados en el año 1979. 
| 1979 | VIII  | San Juan       | 1° lugar       |
| 1983 | IX    | Caracas        | 2° lugar       |
| 1987 | X     | Indianápolis   | 1° lugar       |
| 1991 | XI    | La Habana      | 1° lugar       |
| 1995 | XII   | Mar del Plata  | 1° lugar       |
| 1999 | XIII  | Winnipeg       | 1° lugar       |
| 2003 | XIV   | Santo Domingo  | 1° lugar       |
| 2007 | XV    | Río de Janeiro | 1° lugar       |
| 2011 | XVI   | Guadalajara    | 1° lugar       |
| 2015 | XVII  | Toronto        | 2° lugar       |
| 2019 | XVIII | Lima           | 1° lugar       |
| 2023 | XIX   | Santiago       | 1° lugar       |
| 2027 | XX    | Barranquilla   | Por disputarse |